# Megan Easton
Megan Easton (* 20. Jahrhundert in den Vereinigten Staaten von Amerika) ist eine US-amerikanische Schauspielerin.

## Leben
Easton begann ihre Karriere 2012 mit einem Science-Fiction Kurzfilm. Ihre erste größere Rolle hatte sie als Anna in der Serie Open Call. Außerdem trat sie in den Fernsehfilmen Petals on the Wind, Heaven Is Now, Manson’s Lost Girls, und dem Thriller Sorority Nightmare (auch als Dark Pledge oder Twisted Sister bekannt) als Whitney auf. Bekannter wurde sie 2016 durch einen Subaru-Werbespot  und die Rolle der Riley in der Fernsehserie Atypical im Jahr 2017.  Sie lebt aktuell in Kalifornien.

## Filmografie
- 2012: 7 Minutes Short Sci-fi Action (Kurzfilm)
- 2012: Open Call (Fernsehserie)
- 2012: Vegas (Fernsehserie)
- 2012: Julian Blake (Kurzfilm)
- 2012: Stood Up (Kurzfilm)
- 2012: All Wifed Out
- 2013: CSI: Vegas (Fernsehserie)
- 2013: Where We Are (Kurzfilm)
- 2014: Shameless – Nicht ganz nüchtern (Fernsehserie)
- 2014: Petals on the Wind (Fernsehfilm)
- 2016: Manson’s Lost Girls (Fernsehfilm)
- 2016: Dark Pledge
- 2016: Heaven Is Now (Fernsehfilm)
- 2017: Atypical (Fernsehserie)
- 2017: Law & Order True Crime (Fernsehserie)